# Pleurostachys geraldiana
Pleurostachys geraldiana là loài thực vật có hoa trong họ Cói. Loài này được Davie miêu tả khoa học đầu tiên năm 1917.